# Domžale (plaats)
Domžale is een plaats in Slovenië en maakt deel uit van de gemeente Domžale in de NUTS-3-regio Osrednjeslovenska. De plaats telde 13.222 inwoners op 1 januari 2023.
Voetbalclub NK Domžale speelt doorgaans op het hoogste professionele niveau van Slovenië. In 2007 en 2008 werd het Sloveens landskampioen en 2011 en 2017 won het de Sloveense voetbalbeker.

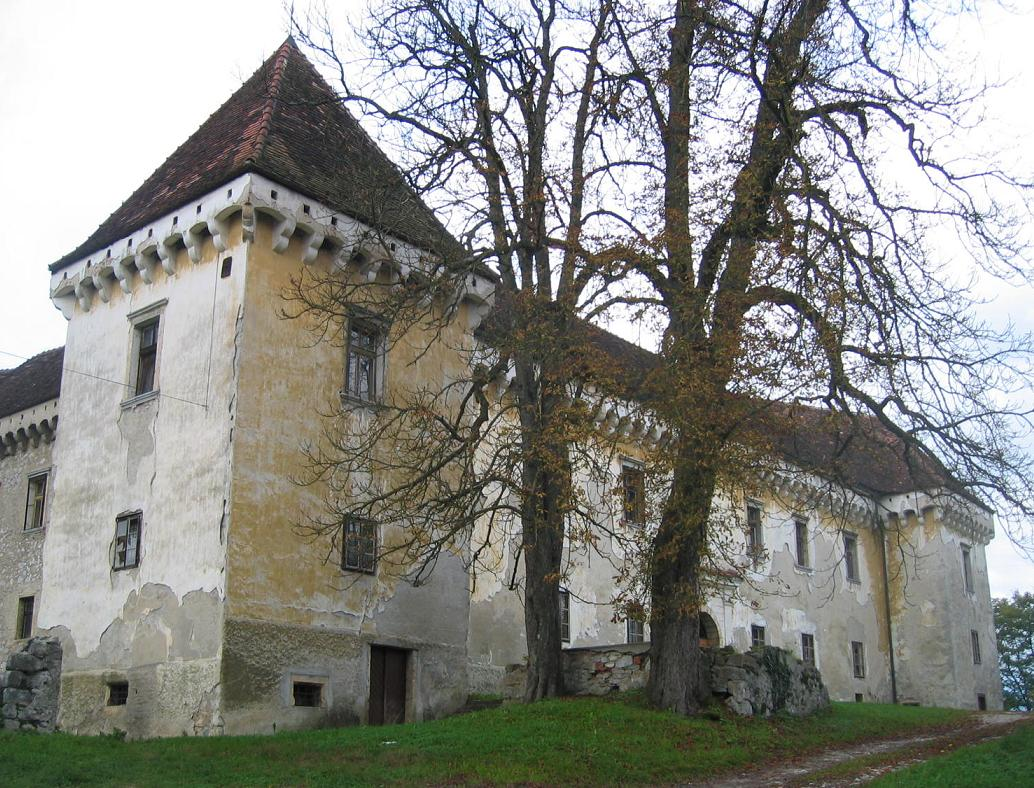
Kasteel